# Tu quoque
Tu quoque (literal, în latină și tu) este o tehnică de discuție care încearcă să respingă argumentele oponentului prin atacarea comportării sale personale și acțiunilor sale ca fiind incompatibile cu argumentele pe care le aduce, deci acuzându-l de ipocrizie. Acest mod de a discuta este un fel de atac ad hominem; o versiune bine cunoscută se numește în limba engleză whataboutism. Originea acestei expresii sunt cuvintele lui Iulius Cezar „Și tu, fiul meu?!”, citate de Suetoniu.